# Dulux

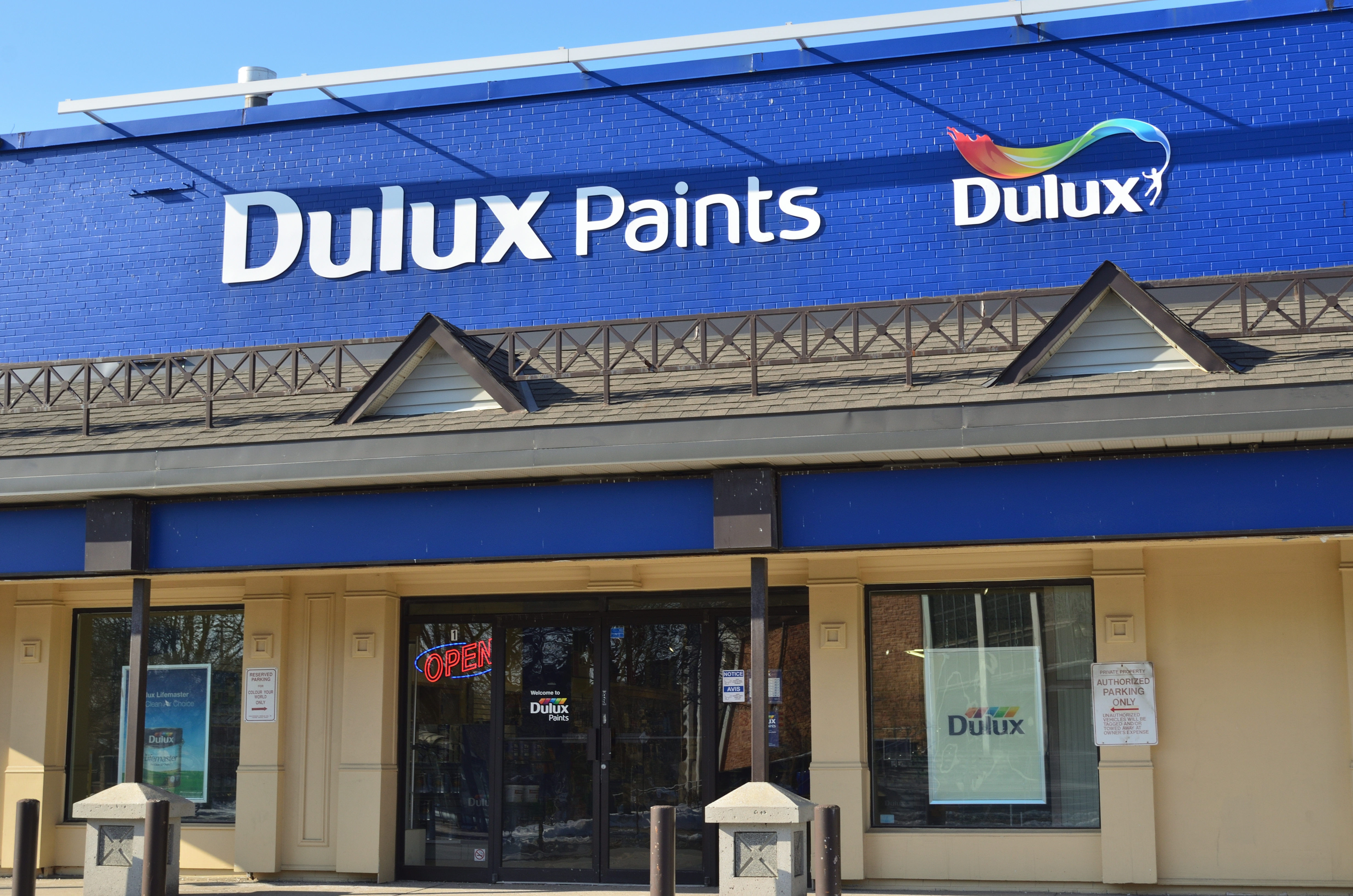
Cửa hàng Dulux tại Richmond Hill, Ontario

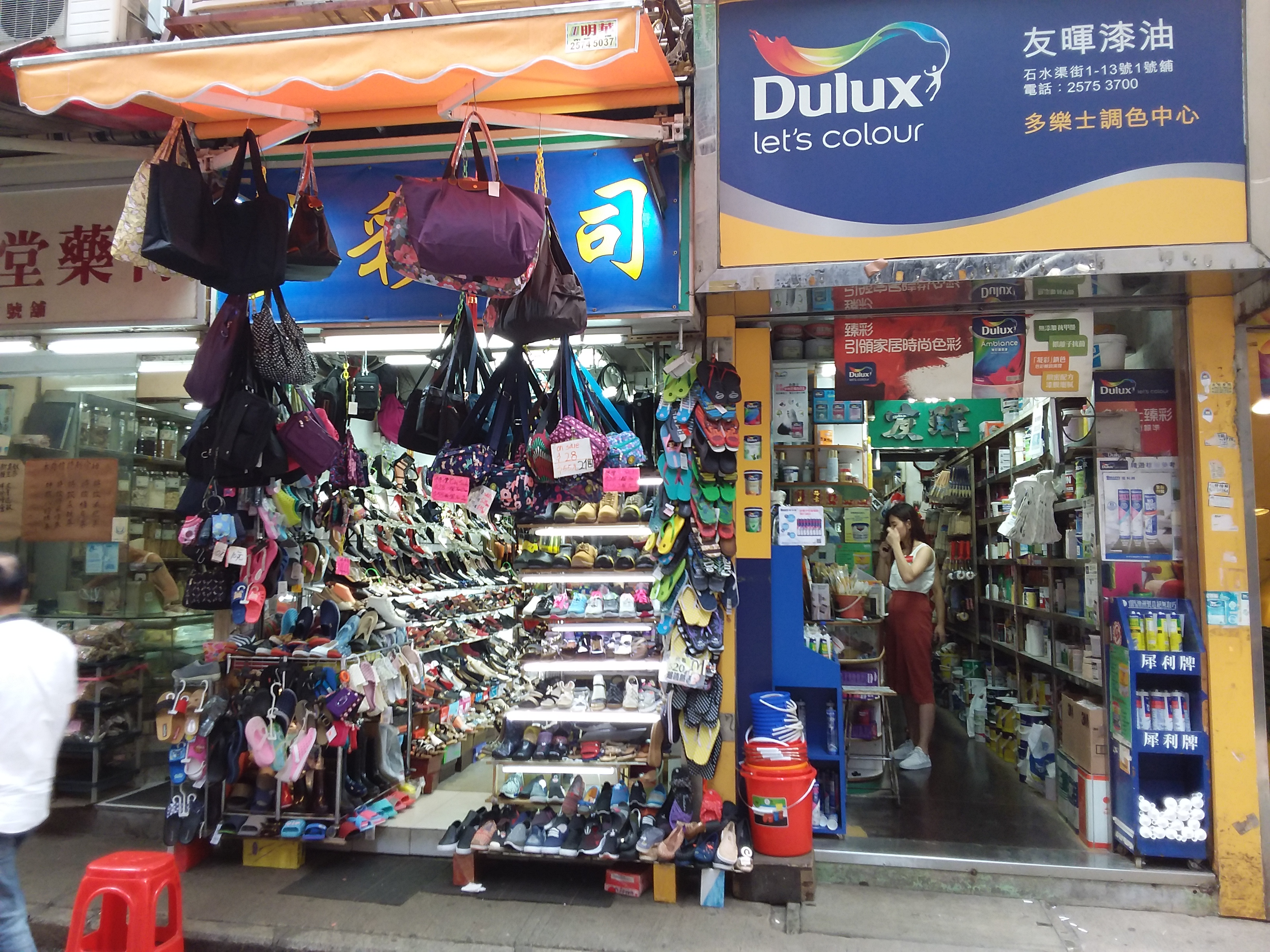
Cửa hàng Dulux tại Hồng Kông

Dulux là một thương hiệu sơn kiến trúc có nguồn gốc từ Vương quốc Anh. Tên thương hiệu Dulux đã được sử dụng bởi cả Imperial Chemical Industries (ICI) và DuPont từ năm 1931 và là một trong những loại sơn dựa trên alkyd đầu tiên. Sản phẩm này được sản xuất bởi AkzoNobel (được sản xuất bởi ICI trước năm 2008), trong khi thị trường Hoa Kỳ hiện nay được phục vụ bởi PPG Industries.

## Lịch sử
Trong những năm đầu tồn tại, Dulux chủ yếu phục vụ các nhà trang trí và nhà cung cấp của họ, và slogan quảng cáo "Say Dulux to your decorator" đã được sử dụng trong thập kỷ 1950. Vào năm 1953, Dulux đã có mặt trên thị trường bán lẻ. Sau đó mười năm, chú chó nổi tiếng thuộc giống Old English Sheepdog đã xuất hiện trong các quảng cáo của Dulux, và "chó Dulux" đã trở thành biệt danh thông dụng dùng để chỉ giống chó này.
Tên Dulux được hình thành từ hai từ "Durable" (bền bỉ) và "Luxury" (sang trọng). Vào tháng 5 năm 2010, Dulux đã giới thiệu dự án "Let's Colour" (Hãy Tô Màu), một chiến dịch tiếp thị toàn cầu nhằm sơn các không gian công cộng bằng những gam màu tươi sáng.

## Chó Dulux

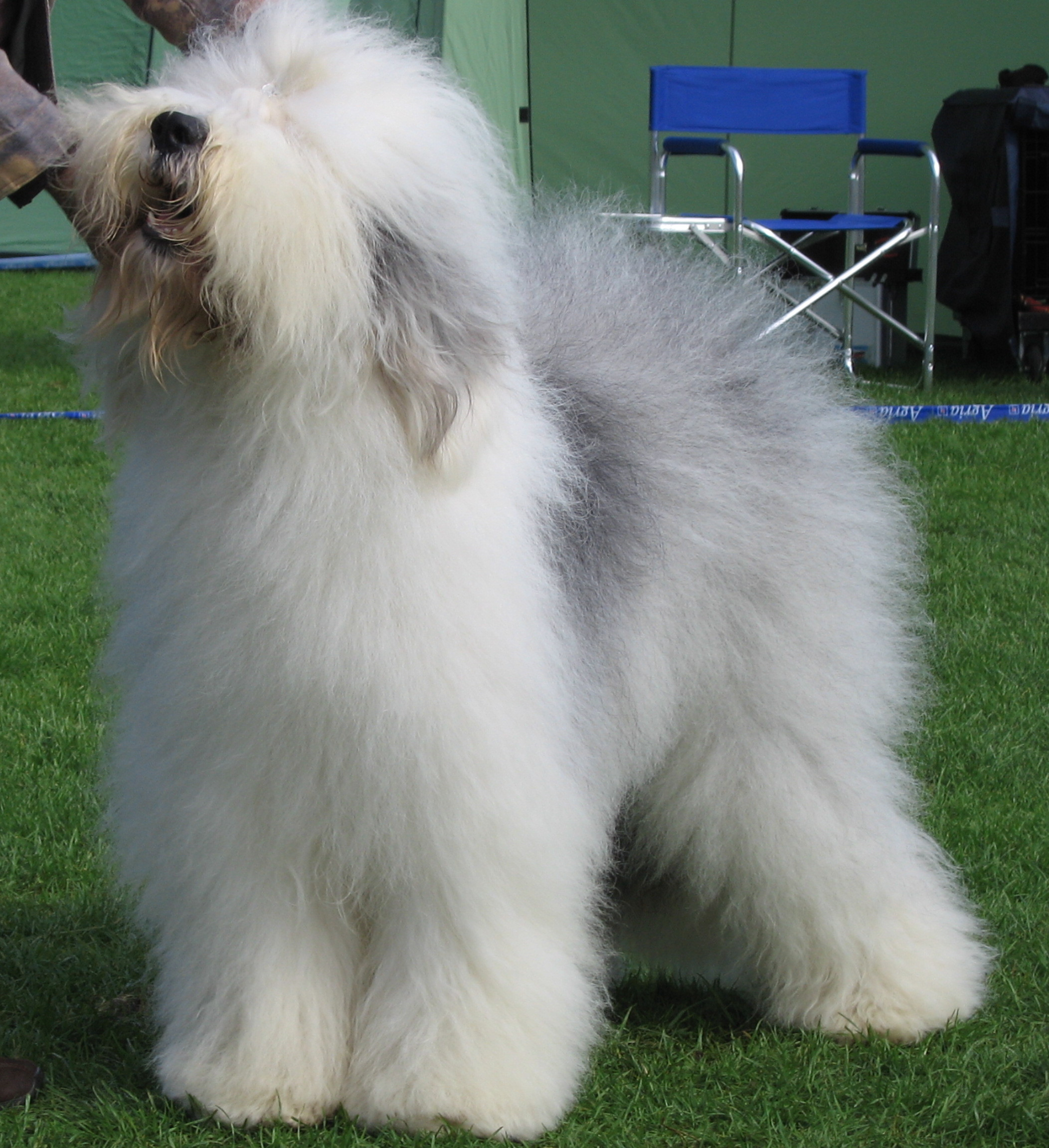
Một con chó Old English Sheepdog, biểu tượng thương hiệu Dulux từ những năm 1960

Chó Old English Sheepdog là biểu tượng thương hiệu sơn Dulux. Chú chó này lần đầu tiên được giới thiệu trong các chiến dịch quảng cáo vào năm 1961. Kể từ đó, chó Dulux đã trở thành một phần không thể thiếu và rất phổ biến trong các quảng cáo truyền hình và in ấn của Dulux tại mọi nơi mà sơn Dulux được bán. Đến mức nhiều người trong các thị trường đó thường gọi giống chó này là "chó Dulux" thay vì chỉ đơn giản là Sheepdog.
Trong suốt thời gian qua, đã có nhiều chú chó khác nhau xuất hiện trong các quảng cáo Dulux. Tuy nhiên, chúng đều có ngoại hình rất giống nhau nhờ vào quá trình chọn lọc kỹ lưỡng được thực hiện bởi agen quảng cáo của ICI. Chú chó Dulux đầu tiên là "Shepton Daphnis Horsa", được gọi với tên thân mật là Dash, đã đảm nhận vai trò này trong tám năm và là chú chó nuôi của Eva Sharp ở Tottenham. Người kế nhiệm của Dash là "Fernville Lord Digby", được coi là chú chó Dulux nổi tiếng nhất và cũng đã làm nổi tiếng chủ sở hữu của nó, Cynthia và Norman Harrison.
Khi quay quảng cáo, Digby được đối xử như một ngôi sao, được đưa đến studio bằng một chiếc xe do tài xế lái. Barbara Woodhouse đã được thuê để huấn luyện Digby và ba chú chó đóng thế, được sử dụng khi cần quay những cảnh đòi hỏi kỹ năng hoặc hành động cụ thể. Sự phổ biến của Digby đã đưa anh ta đóng vai chính trong bộ phim hài năm 1973 có tựa đề "Digby, the Biggest Dog in the World".
Gambit - một chú chó Dulux khác, đã được sử dụng trong một buổi chụp ảnh vào năm 1980 cho Philips Video và thế hệ mới của máy ghi video. Sau khi buổi chụp kết thúc, đã có đủ lông để lấp đầy một chiếc đệm - chú chó được chải chuốt liên tục trong suốt buổi chụp. King Hotspur of Amblegait đã được sử dụng từ năm 1974 đến năm 1979 và đã xuất hiện trong hơn năm mươi chương trình truyền hình cũng như các sự kiện công khai của ICI/Dulux.
Ngoại trừ Dash, tất cả các chú chó Dulux khác đều là những chú chó giành được danh hiệu vô địch giống chó, và có năm trong số chúng đã giành giải 'Best in Show'. Chó Dulux đã được xếp hạng ở vị trí số 51 trong chương trình "100 Quảng cáo Truyền hình Vĩ đại nhất" của Channel 4.

## Dulux ở Australia và New Zealand
Tại Australia và New Zealand, Dulux đã tham gia vào việc sản xuất và tiếp thị sơn và các sản phẩm liên quan từ năm 1904 và là nhà sản xuất sơn lớn nhất tại Australia.
Dulux bắt nguồn từ một công ty chế tạo kính lớn tại Australia, H. L. Vosz. Vào năm 1912, công ty Australasian United Paint Company Limited được thành lập tại South Australia để tiếp quản hoạt động sản xuất sơn từ H. L. Vosz. Trong những năm tiếp theo, nhà máy đã trải qua quá trình hiện đại hóa đáng kể. Hoạt động chế tạo kính tiếp tục độc lập dưới tên Vosz (mặc dù người sáng lập đã qua đời gần 30 năm trước), nhưng vào năm 1915, công ty đổi tên thành Clarkson Ltd nhằm phản đối ý kiến chống Đức trong thời điểm đó.
Vào năm 1919, công ty Australasian United Paint Co được mua lại với giá 40.000 bảng Anh bởi British Australian Lead Manufacturers, một nhóm nhà sản xuất chì trắng người Anh, với văn phòng tại Melbourne hoặc Sydney. Sau đó, công ty trở thành BALM Paints. Vào những năm 1950, Dulux mở một nhà máy mới và Trung tâm Nghiên cứu Trung ương tại Clayton, Victoria.
Dựa trên các cuộc khảo sát, công chúng ở Australia không biết gì về BALM Paints, trong khi mọi người đều quen thuộc với tên gọi Dulux. Do đó, công ty đã quyết định đổi tên thành Dulux Australia vào năm 1971. Trong thập kỷ 1970, Dulux đã mua lại Walpamur Paints. British Paints và Berger Paints là những đối thủ chính của Dulux vào thời điểm đó.
Vào năm 1988, Dulux đã mua lại cả British Paints và Berger Paints. Năm 1996, Dulux tiếp tục mua lại Cabot's. Trên thị trường sơn Australia, Wattyl, Taubmans và Dulux là những thương hiệu nổi bật vào thời điểm đó.
Cho đến năm 1997, Dulux Australia là một trong những thành viên quan trọng trong tập đoàn ICI Paints World Group. Tuy nhiên, sau đó, ICI thông báo ý định bán 62% cổ phần của ICI Australia để tăng vốn cho việc mua lại một phần của Unilever. Vào ngày 2 tháng 2 năm 1998, công ty trước đây là ICI Australia trở thành một công ty độc lập và đổi tên thành Orica. Tại Australia và New Zealand, Dulux trước đây là công ty con của Orica cho đến tháng 7 năm 2010, khi DuluxGroup được tách ra và trở thành một công ty độc lập được niêm yết trên Sở Giao dịch Chứng khoán Úc. Trong quảng cáo trên truyền hình, bài hát "Perfect" của Fairground Attraction đã được sử dụng.
Trước đây, Dulux Australia đã là một nhà sản xuất sơn hàng đầu trên tất cả các thị trường sơn (trang trí, ô tô, sơn bảo dưỡng, công nghiệp, sơn phủ bột). Tuy nhiên, công ty đã bán các phân khúc thị trường kỹ thuật (cũng như khuôn viên tại Clayton) cho PPG Industries và tập trung vào sơn trang trí, chăm sóc gỗ và sơn phủ bột. Dulux đã chuyển đến một vị trí mới trên Đường Dandenong, Clayton, trước đây thuộc sở hữu của Pond's.
Trong các quảng cáo truyền hình, chó Dulux (Penny) cùng hàng trăm chú chó Old English Sheepdogs khác đã xuất hiện, chạy đua để thu thập các vật phẩm như cọc bóng cricket, gậy trống, muỗng gỗ, que và các vật phẩm khác để khuấy trong nồi sơn Dulux "Wash and Wear" vừa mở. Bài hát "I Woke Up Today" của ban nhạc Mỹ Port O'Brien, từ album "All We Could Do Was Sing", được sử dụng làm nhạc nền.
Vào tháng 8 năm 2019, DuluxGroup đã được Nippon Paint mua lại và không còn niêm yết trên Sở Giao dịch Chứng khoán Úc.

## Dulux tại Canada
Ngành kinh doanh sơn trang trí Dulux tại Canada đã được bán cho PPG Architectural Coatings - một bộ phận của PPG Industries vào tháng 12 năm 2012.

## Dulux Decorator Centre
Ở Vương quốc Anh, AkzoNobel điều hành chuỗi cửa hàng thương mại và bán lẻ của Dulux Decorator Centre. Hiện đã có hơn 200 cơ sở, chủ yếu tại nước Anh, tuy nhiên, có hơn hai mươi cơ sở ở Scotland, sáu cơ sở ở Wales và bốn cơ sở ở Bắc Ireland. Ngoài thương hiệu Dulux Trade, cửa hàng cũng cung cấp các thương hiệu khác của AkzoNobel như Armstead, Hammerite và Cuprinol, cũng như là nhà cung cấp các phụ kiện trang trí, giấy dán tường và đồ bảo hộ từ nhiều nhà sản xuất khác.

## Chương trình Dulux Select Decorators
Chương trình Dulux Select Decorators là một mạng lưới quốc gia của các thợ trang trí chuyên nghiệp. Ý tưởng này được Dulux sáng tạo vào năm 1996 để đảm bảo cho người tiêu dùng về chất lượng công việc cao cấp, bao gồm một bảo hành hai năm được hỗ trợ bởi thương hiệu sơn hàng đầu.

## Dulux Trade Contract Partnership
Dulux Trade Contract Partnership là một chương trình dành cho các nhà thầu đã được đánh giá độc lập và đảm bảo chất lượng. Các đối tác hợp đồng Dulux Trade phải chịu các cuộc thăm quan thường xuyên của các nhà đánh giá độc lập để theo dõi tiêu chuẩn và xác định các cơ hội để cải thiện.